# Galeoscypha
Galeoscypha es un género de hongos de la familia Pyronemataceae. Es monotípico y solo contiene a la especie Galeoscypha pileiformis.